# Tribeca Productions
Tribeca Productions is een Amerikaans productiebedrijf dat hoofdzakelijk films, televisieseries en documentaires maakt. Het werd opgericht door acteur Robert De Niro en producente Jane Rosenthal.

## Geschiedenis
Het productiebedrijf werd in 1989 opgericht door Robert De Niro en Jane Rosenthal, in een periode dat de filmindustrie in New York een wederopleving kende. De naam verwijst naar de New Yorkse stadsbuurt TriBeCa, waar het productiebedrijf gevestigd is.
In 1993 produceerde het bedrijf de anthologieserie TriBeCa, waarin verschillende korte verhalen aan bod kwamen die zich in Manhattan afspeelden. De reeks werd met een Emmy Award bekroond. Na de aanslagen op 11 september 2001, die zich grotendeels nabij TriBeCa afspeelden, richtten De Niro en Rosenthal ook de non-profitorganisatie Tribeca Film Institute en het Tribeca Film Festival op. Vanaf dan werd Tribeca Productions samen met de andere organisaties en evenementen onderdeel van de holding Tribeca Enterprises.

## Bekende medewerkers
- Robert De Niro
- Jane Rosenthal

## Producties

### Film (selectie)
- Cape Fear (1991)
- Night and the City (1992)
- A Bronx Tale (1993)
- Marvin's Room (1996)
- Wag the Dog (1997)
- Flawless (1999)
- Analyze This (1999)
- Meet the Parents (2000)
- 15 Minutes (2001)
- Analyze That (2002)
- About a Boy (2002)
- Showtime (2002)
- The Bridge of San Luis Rey (2004)
- Rent (2005)
- The Good Shepherd (2006)
- What Just Happened (2008)
- Public Enemies (2009)
- Little Fockers (2010)
- Bohemian Rhapsody (2018)
- The Irishman (2019)

### Televisie (selectie)
- TriBeCa (1993)
- NYC 22 (2012)
- The Wizard of Lies (2017)